# Nowinka (stacja kolejowa)
Nowinka (ros. Новинка) – stacja kolejowa w miejscowości Nowinka, w rejonie gatczyńskim, w obwodzie leningradzkim, w Rosji. Położona jest na linii Petersburg – Newel – Witebsk.
Kończy się tu biegnący z Petersburga dwutorowy odcinek linii. W stronę Batieckaji wiedzie jeden tor.

## Historia
Stacja w powstała w 1904, na linii łączącej Petersburg z koleją moskiewsko-windawską, pomiędzy stacjami Słudicy i Czaszcza.